# Пост, Альберт Герман
Альберт Герман Пост (20 октября 1839, Бремен — 25 августа 1895, там же) — германский юрист, судья, учёный-правовед и философ, видный представитель сравнительного правоведения в Германии своего времени. Автор философской концепции «этнологической юриспруденции» (правовое человековедение).

## Биография
Родился в семье судебного секретаря. После окончания школы поступил в университет Бремена изучать право, после окончания получения образования некоторое время был адвокатом. В 1866 году был назначен обер-секретарём суда в Бремене, в 1874 году судьёй.

## Научная деятельность
Свою первую крупную научную работу, касавшуюся вопросов семейного и наследственного права, написал в 1864 году. В своём четырёхтомном труде «Entwurf eines gemeinen deutschen und hansestadtbremischen Privatrechts auf Grundlage der modernen Volkswirschaft» (1866; окончание вышло в 1887 году) высказал глубокое недовольство существовавшей в то время обработкой права и особенно априорно-спекулятивными философскими основами, на которых основывались юридические конструкции. В изучении права в связи с хозяйством он видел средство к выведению юриспруденции на более научную дорогу. Особенности его философского мировоззрения, изложенные в его брошюрах «Kirchenglaube und Wissenschaft» и «Die Unsterblichkeitsfrage und die Naturwissenschaft unserer Tage» (1868), а также в предисловиях к «Grundlagen des Rechts» (1884) и «Bausteine für allgemeine Rechtswissenschaft auf vergleichendethnologischer Basis» (Ольденбург, 1880), не давали ему возможности остановиться на простом изучении материального фактора правообразования и вели в сферу, где он надеялся более широко, но не менее научно, эмпирически и конкретно выяснить взаимодействие психических и материальных основ правообразования в связи с общими законами мироздания.
«Этнологическая юриспруденция», по его мнению, охватывала юридические явления по возможности у всех рас и народов и на разных ступенях развития и сводила различные формы правообразования с одной стороны — к основным свойствам человеческой души и особенностям рас, с другой — к влиянию условий обстановки и случайностей жизни. С его точки зрения, она должна была служить гораздо более надёжной опорой философии права, чем господствовавшие тогда философские системы. Считая, что время для обобщений — по причине недостатка материала и почти полного отсутствия его последовательной обработки — ещё не настало, Пост посвятил свои силы преимущественно собиранию и группированию этого материала при помощи тех обобщений, которые до него были сделаны английскими и немецкими социологами (Бастиан, Тэйлор, Леббок и другие).
В ЭСБЕ была дана следующая оценка научной деятельности Поста: «уступая в силе и глубине мысли английским корифеям сравнительной юриспруденции, Пост имеет в Германии значение не только популяризатора, но и руководителя для тех юристов, которые почему-либо стоят вне воздействия основных трудов в этой области. В этом отношении значение Поста гораздо более прочно, чем влияние, оказываемое во Франции Летурно, с которым у него много точек соприкосновения: научные приёмы Поста строже и осторожнее».

### Издания
Главные труды:
- «Das Sammtgut» (Бремен, 1864),
- «Die Geschlechtsgenossenschaft der Urzeit und die Entstehung der Ehe» (1875),
- «Der Ursprung des Rechts» (1876),
- «Die Anfänge des Staats und Rechtslebens» (1878),
- «Afrikanische Jurisprudenz» (1887),
- «Studien zur Entwickelungsgeschichte des Familienrechts» (1890),
- «Ueber die Aufgaben einer allgemeinen Rechtswissenschaft» (1891),
- «Grundriess der ethnologischen Jurisprudenz» (1894—1895; свод предшествовавших исследований автора).

В русской литературе трудами Поста активно пользовался Н. И. Зибер («Сравнительное изучение первобытного права», «Юридический вестник», 1884—1885).